# Netto uyoku
 (février 2010).
Si vous disposez d'ouvrages ou d'articles de référence ou si vous connaissez des sites web de qualité traitant du thème abordé ici, merci de compléter l'article en donnant les références utiles à sa vérifiabilité et en les liant à la section « Notes et références ».
Netto uyoku (ネット右翼, littéralement « droite d'Internet ») est un terme japonais servant à désigner les internautes japonais qui, par le biais de blogs ou de communautés virtuelles, émettent des messages à caractère nationaliste. On trouve souvent l'abréviation neto uyo ou encore, plus rarement, ne uyo. Son terme opposé, « gauche d'Internet » (ネット左翼, netto sayoku), bien qu'existant en langue japonaise, est sensiblement moins utilisé puisque le phénomène est quasi absent.

## Origine
Le terme se répand progressivement dans les médias japonais au cours de la fin des années 1990, la première apparition de l'expression « netto uyoku » datant du 8 mai 1995, où ce phénomène nouveau est décrit dans un article du journal conservateur Sankei Shinbun. Le phénomène prenant de l'ampleur au cours des années 2000, on le retrouve aujourd'hui de manière régulière dans les divers médias japonais.
On peut rapprocher l'émergence de ce phénomène avec la parution du manga révisionniste Shin gōmanism sengen special - Sensōron en 1995 écrit par Yoshinori Kobayashi, qui exerça une grande influence sur la société japonaise, notamment chez la couche jeune de la population. La Coupe du monde de football de 2002, organisée conjointement par le Japon et la Corée du Sud, a également vu des Japonais exprimer sur Internet leur mécontentement face au manque de fair-play des joueurs sud-coréens, que les arbitres sont accusés de couvrir, et au silence des médias japonais sur ces questions.

## Définition
Bien que la définition du phénomène soit complexe de par son hétérogénéité, on retrouve plusieurs caractéristiques communes à ces jeunes Japonais œuvrant sur la toile électronique :
- Une réprobation de la Chine et des deux Corée, ainsi que de leurs habitants[2].
- Un rejet du procès de Tokyo[2].
- Une opposition ferme à l'encontre des médias de masse, en dehors du quotidien conservateur Sankei Shimbun[2] et des utilisateurs considérés comme n'étant pas patriotes, et de fait définis par eux, de manière systématique, comme anti-japonais.
- Une critique radicale du principal syndicat d'enseignants, le Nikkyōso (en) (日教組?) accusé de faciliter l'émergence d'une éducation masochiste (自虐教育, jigyaku kyōiku?) visant selon eux à haïr le Japon et son histoire.

## Description et mode d'action
Les netto uyoku sont particulièrement actifs aujourd'hui sur le site communautaire 2channel (2ちゃんねる, souvent abrégé en « 2ch »), qui constitue le berceau des netto uyoku, puisque c'est à partir de ce site que le mouvement a pris son envol. Les netto uyoku militent également sur Mixi (ミクシィ), un autre site communautaire de réseau social très populaire au Japon, dont le fonctionnement se rapproche de celui de Facebook, avec le même système de communautés regroupant les utilisateurs par goûts ou intérêts. De fait, les netto uyoku se trouvent donc reliés entre eux par le biais de ces communautés, qui portent comme noms par exemple « Je déteste la Corée » (韓国が大嫌い), qui compte plus de 8 000 membres ou encore « Étude de l'Histoire vraie » (真の歴史研究).
Sur Mixi, leur mode d'action est d'annoter en masse des articles d'actualité afin que les utilisateurs lisant les actualités soient contraints de lire le message transmis par les netto uyoku. Ainsi, par exemple, sur un article portant sur la décision du Parti Démocrate d'introduire dans la loi japonaise le droit de vote des étrangers, les netto uyoku vont écrire des centaines, voire des milliers d'articles ayant le même contenu, s'opposant vigoureusement à ce droit de vote, tant et si bien que les messages favorables au droit de vote des étrangers, par exemple, sont rendus illisibles. 
Généralement, le contenu des articles ou messages écrits par les netto uyoku oscille entre des propos relativement modérés : « C'est fini le Japon ! » (ﾆｯﾎﾟﾝ(´Д｀)ｵﾜﾀｰ) en réaction à la légalisation du droit de vote des étrangers, ou encore « Annonce de la fin du Japon » (日本終了のお知らせｗｗｗ) et d'autres insultants : « Zainichi, chintoks, organisations de profs, crevez tous ! » (在日ちょん、シナ人、日教組集団死ね！).
Bien que la plupart des netto uyoku restent cantonnés à la sphère virtuelle, il arrive que certains d'entre eux harcèlent les médias ou les partis politiques etc accusés d'être anti-japonais, en les appelant (et en raccrochant) de manière continue ou en les insultant verbalement. 
En 2011, le mouvement a participé à une manifestation contre la chaîne de télévision Fuji TV, accusée de diffuser trop de programmes sud-coréens.
Ils recourent souvent également à la vidéo, en proposant sur YouTube notamment, un panel de vidéos nationalistes.
Les netto uyoku auraient en moyenne autour de 40 ans, et seraient à 75 % des hommes, majoritairement urbaine, de classe moyenne et ayant fait des études.

## Idéologie
Bien que situés à droite sur l'échiquier politique, la plupart des netto uyoku soutient de manière critique la branche la plus conservatrice du Parti Libéral-Démocrate japonais et il est courant que ces jeunes souhaitent le retour d'Asō Tarō au pouvoir. Ils accusent par ailleurs constamment les médias de masse (« masukomi » en japonais, soit l'abréviation de « mass communication » qu'ils transforment par jeu de mots en « masugomi », littéralement « ordures en masse ») d'avoir retourné l'opinion publique contre lui et plus globalement de distiller dans la société japonaise un sentiment de repentance historique, considéré comme néfaste. Ils pensent, à tort ou à raison, que la branche radicale du PLD pourrait à terme mettre en œuvre ce que souhaitent les netto uyoku, à savoir l'abrogation de l'article 9 de la Constitution Japonaise qui permettrait le réarmement offensif du Japon, ainsi, entre autres, que la mise en place d'une éducation nationaliste.
Les netto uyoku s'opposent également à la droite nationaliste (connue sous le nom générique de Uyoku Dantai), que l'on voit défiler dans les rues japonaises avec leurs camionnettes noires. En effet, ces derniers sont accusés d'avoir des liens trop étroits avec les zainichi, la diaspora coréenne présente au Japon, et de fait de souhaiter de meilleurs relations entre le Japon et la Corée, ce qui constitue l'objectif inverse des netto uyoku. De plus, selon eux, les bus noirs donnent une image trop effrayante des nationalistes à la population japonaise, qui se détournent d'eux. Ainsi, une communauté sur Mixi existe, « Contre la fausse droite » (アンチ偽右翼) chargée de les démasquer. Les netto uyoku recourent souvent aux insultes  envers ces nationalistes « réels », en les affublant souvent de termes comme droite kimchi (キムチ右翼).